# Maurice Taylor (basket-ball)
Pour les articles homonymes, voir Maurice Taylor et Taylor.
Maurice De Shawn Taylor (né le 30 octobre 1976 à Détroit, Michigan) est un ancien joueur américain de basket-ball évoluant au poste d'ailier fort.

## Carrière
Taylor évolue à l'Université du Michigan. Il est nommé Big Ten Conference Freshman of the Year pour la saison 1994-1995, avec des statistiques de 12,4 points et 5,1 rebonds. Il est impliqué, lors de cette année-là, dans l'affaire de paris illégaux de l'université du Michigan.
Il est sélectionné au 14e rang lors de la draft 1997 par les Clippers de Los Angeles. Il devient agent libre en 2000 et signe un contrat avec les Rockets de Houston. Il est ensuite transféré aux Knicks de New York en 2005, puis rejoint les Kings de Sacramento l'année suivante. Il est évincé le 23 janvier 2007.
En janvier 2009, il rejoint le championnat d'Italie et l'Euroligue dans l'équipe de l'Olimpia Milano,.

## Fait divers
Des années après la fin de sa carrière universitaire, Taylor, en compagnie de nombreuses stars de l'université du Michigan, a été accusé d'avoir accepté de l'argent de la part d'un chercheur de fonds pour l'université, Ed Martin. Le statut d'amateur de Taylor ayant été violé, Michigan fut déclaré perdant par forfait dans tous les matchs dans lesquels Taylor joua, et les résultats de l'université furent tous annulés[réf. nécessaire].